# 俞遜發
俞遜發（1946年1月8日—2006年1月21日），中國笛子演奏家，出生於上海，他在笛子藝術上的探索、創作及技巧的開發，使中國笛子的表現力得到很大的發展，曾被法國樂壇稱作「中國魔笛」。著名作品有《秋湖月夜》、《匯流》、《瑯琊神韻》等。

## 生平簡介
少時在小學附近的關帝廟常聽見各種樂聲，啟發了對音樂的興趣，後而以兩毛錢買了一支笛子，成為學習笛子的開始。1958年在上海「紅孩子」藝術團演出，1959年被陸春齡收為弟子，1960年考進上海民族樂團。1962年的上海之春音樂會中，獨奏陸春齡的作品《歡樂歌》和《喜報》，開始受到重視。文革期間，曾在中國京劇團、中國藝術團中工作。
1970年代以後，出訪亞、歐、非、美洲40多個國家演出。1984年與彭正元創作《秋湖月夜》，獲得中國全國器樂作品評選一等獎。1990年演奏朱踐耳的作品《第四交響曲》「6.4.2-1」，在瑞士瑪麗·何塞皇后國際作曲大賽中獲獎，為華人首次獲得該獎項。1991年，著《中國竹笛》凡20多萬言。1991年，首次赴台灣演出。2006年1月21日因肝癌逝世於上海，得年60歲。

## 音樂特點
俞遜發師承南派笛子陸春齡、趙松庭及北派笛子馮子存、劉管樂，兼擅南、北派笛曲。其作品以融合兩派為特點。
曾學習京劇、崑曲、豫劇、越劇，佛教音樂、道教音樂、各地民歌，也學習西方理論和音樂。多次出國期間，亦演奏非中國風格的作品。
他擅長南派笛子的氣息運用，以及氣唇基本功，使其演奏音色飽滿醇厚而富變化，更豐富其表現力。

## 創新技巧
俞遜發發明彈吐音、唇擊音等16種演奏技巧，並將之運用於其作品中：《匯流》中以指與氣的配合模仿水滴聲；在《瑯琊神韻》中以口哨的聲音與笛聲特殊的和聲，表現出空靈的感覺；《秋湖月夜》中以氣、唇的配合來模仿寺廟的鐘聲；《赤日》中以氣流聲來表現風聲；在第4交響曲中籍由控制雜音造成特殊效果。

## 發明口笛
於1971年所創作的口笛，最短為2公分，可奏出一般的音高旋律，音色飄逸、清越，用於口笛作品《雲雀》及《苗嶺的早晨》，及《飛天》等。

## 創作曲目
（未註明即為笛子獨奏）
- 1972：改編《收割》及《心中的歌兒獻給解放軍》。
- 1980年：《匯流》（笛子協奏）、《遠方的思念》（排簫獨奏）《喜訊傳來樂開懷》（笛子二重奏）
- 1984年：《秋湖月夜》—與彭正元合作，獲第三屆中國全國器樂作品評選一等獎
- 1986年：《赤日》、《雨中蓮》（排簫獨奏）
- 1987年：《音韻》
- 1988年：《形影》、《那達木1988》

其他：《牧羊人》笛子與爵士樂合奏、《珠廉寨》、《各旦幾》、《五供養》、《竹跡》、《第二交響曲》（與朱踐耳合作）、《天地太極》（即興作品）、《小河淌水》（即興作品）、《苗嶺的早晨》（口笛獨奏）、《牡丹亭》（笛子協奏）。

## 個人音樂專輯
- 1984年：《妝台秋思》（2000年由台灣的琴園文化藝術股份有限公司出版為CD，名為《寒江殘雪》），1991年獲得第二屆中國金唱片獎首獎。[1]
- 1990年：《牧歌》，中國唱片公司發行
- 1990年：《匯流》，中國唱片公司發行
- 《中國魔笛1-3》，搖籃唱片。
- 1993年：《Flute Summit》，Flute Summit四人小组（Chris Hinze、俞逊发、関一郎、Raghunath Seth（英语：Raghunath Seth））欧洲巡回演出現場專輯
- 1997年：《秋湖月夜》，中國唱片公司發行。
- 1999年：《玉笛飛聲》 —俞遜發笛藝四十年回顧展演出實況（雙CD、VCD），琴園文化藝術股份有限公司發行。
- 2002年：《牡丹亭》—俞遜發笛藝選粹 音樂會實況錄音，琴園文化藝術股份有限公司發行。
- 2005年：中国音乐名家音乐会《中国魔笛——俞逊发》（DVD），中國音像制品評價制作中心

## 其它專輯
- 湯家班國樂團（湯良德、湯良興、俞遜發主奏），《江南絲竹》，臺北：國綸企業。

## 著作
- 《中國竹笛》，與胡錫敏合著，臺北市：丹青出版社，1990

## 外部連結
- YouTube上的《秋湖月夜》播放列表
- YouTube上的《笛子演奏家俞遜發》播放列表